# Chevrolet Classic

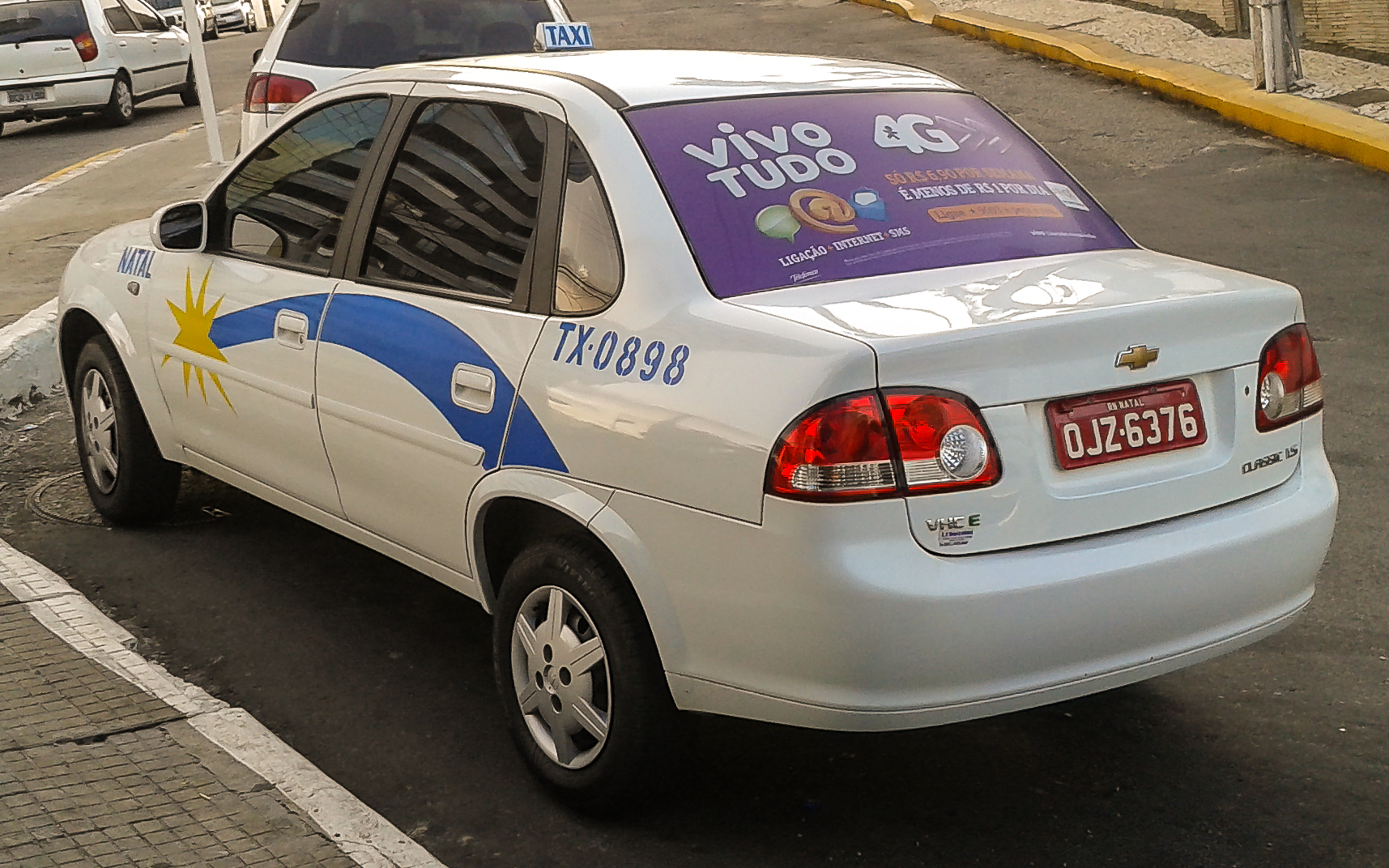
Chevrolet Classic als Taxi in Brasilien

Chevrolet Classic steht für folgende Automobile von General Motors:
- Stufenheckversion des Opel Corsa B, hergestellt in Brasilien seit 2002
- eine Version des Chevrolet Malibu in den Modelljahren 2004 und 2005